# Torneo WTA de Katowice 2015
El Katowice Open 2015 es un torneo de tenis femenino jugado en canchas duras bajo techo. Será la tercera edición del Katowice Open, en la categoría Internacional de la WTA Tour 2015. Se llevará a cabo en el estadio Spodek de Katowice, Polonia, del 6 de abril al 12 de abril de 2015.

## Cabezas de serie

### Individual
| Tenista              | Ranking | Preclasificada |
| Agnieszka Radwańska  | 8       | 1              |
| Alizé Cornet         | 24      | 2              |
| Camila Giorgi        | 37      | 3              |
| Magdaléna Rybáriková | 47      | 4              |
| Kaia Kanepi          | 51      | 5              |
| Karin Knapp          | 55      | 6              |
| Kirsten Flipkens     | 57      | 7              |
| Anna Schmiedlová     | 58      | 8              |

- Ranking del 23 de marzo de 2015

### Dobles
| Tenista                                  | Ranking | Preclasificada |
| Klaudia Jans-Ignacik Kristina Mladenovic | 55      | 1              |
| Klára Koukalová Kateřina Siniaková       | 125     | 2              |
| Lyudmyla Kichenok Nadiya Kichenok        | 146     | 3              |
| Yuliya Beygelzimer Eva Hrdinová          | 184     | 4              |

## Campeonas

### Individuales femeninos
Anna Schmiedlová venció a  Camila Giorgi por 6-4, 6-3

### Dobles femenino
Ysaline Bonaventure /  Demi Schuurs vencieron a  Gioia Barbieri /  Karin Knapp por 7-5, 4-6, [10-6]